# Route des Poids-Lourds
L'avenue des Poids-Lourds ou Route des Poids-Lourds est l’une des routes principales de la commune de Limete, à Kinshasa en république démocratique du Congo. 

## Situation et accès
Elle passe par le pont Matete et traverse la ville sur une longueur de 12 km,.

## Origine du nom
Elle est aujourd'hui connue sous le nom de « Route des Poids-Lourds » en raison de sa vocation logistique.

## Historique
En 1954, en raison de l'évolution de l'urbanisation, l'État colonial a reconnu Kingabwa comme une zone annexe de Léopoldville. Limete étant une commune à vocation industrielle, elle nécessitait une route adaptée au passage des poids lourds. C'est alors qu'un Européen du nom de Mundelengulu, résidant à Kingabwa près du poste de police actuel de Waya-Waya a proposé aux autorités coloniales la modernisation de cette voie de communication.
Cette route a également été nommée en l'honneur du général Bobozo, bien que cette dénomination ait été de courte durée avant de redevenir l'« avenue des Poids-Lourds ».